# 620
Cette page concerne l'année 620  du calendrier julien. Pour l'année 620 av. J.-C., voir 620 av. J.-C. Pour le nombre 620, voir 620 (nombre).
L'année 620 est une année bissextile qui commence un mardi.

## Événements
- Mars : Mahomet convertit à l'islam six pèlerins de la tribu des Banu Khazraj venus à la Mecque[1]. Des négociations secrètes s'ouvrent avec les notables de Yathrib (Médine)[2].
- Août : en Chine, le Tang Li Shimin assiège Luoyang, la seconde capitale, défendue par les autres prétendants au trône, Dou Jiande et Wang Shichong. La ville capitule le 3 juin 621[3].

- En Inde, Le Châlukya Pulakeshim II est victorieux d’Harsha sur la rivière Narmadâ au nord des monts Vindhya[4], puis du roi Pallava Mahendra-varman Ier. Il soumet le Kalinga, les Cola, les Chera et les Pandya. Harsha doit reconnaître la frontière du Narmadâ.

## Naissances en 620
- Lydéric, personnage légendaire lié à la fondation de la ville de Lille[5].

## Décès en 620
- Janvier : Abû Tâlib, oncle de Mahomet qui est remplacé à la tête des Banu Hashim par son frère Abu Lahab, adversaire de Mahomet[6].
- Jean l'Aumônier, patriarche d’Alexandrie.